# سياران نوغينت
سياران نوغينت (بالإنجليزية: Ciaran Nugent)‏ هو لاعب كرة قدم أمريكي في مركز حراسة المرمى، ولد في 27 أكتوبر 1991 في ديدام في الولايات المتحدة. لعب مع نادي بان ونادي سليغو روفرز.